# Simple Gifts

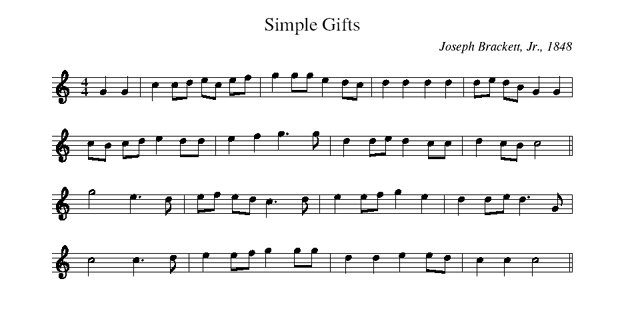
Simple Gifts

Simple Gifts, ook bekend als "'Tis a Gift to be Simple", is een Amerikaans danslied uit 1848, dat geschreven werd voor de geloofsgemeenschap van de Shakers, een groep, die zich halverwege de 18e eeuw afsplitste van de Quakers. In het arrangement van Aaron Copland werd het wereldwijd bekend. Het nummer werd gezongen tijdens twee presidentiële inauguraties: door Jessye Norman voor die van Ronald Reagan in 1985 en door Marilyn Horne voor die van Bill Clinton in 1993. Voor de inauguratie van Barack Obama op 20 januari 2009 schreef John Williams een variatie voor cello, viool, klarinet en piano onder de titel "Air and Simple Gifts".

## Oorsprong
Dans was kenmerkend voor de spirituele beleving van de Shakers, en diende ter bevordering van de gemeenschapszin. Ten behoeve van de gezamenlijke dansrituelen werden vele liedjes geschreven, waarvan "Simple Gifts" het bekendste werd.
Componist van het lied, zowel melodie als tekst, was ouderling Joseph Brackett (1797–1882), die hoofd werd van de gemeenschap van Shakers in Maine.

## Bewerkingen
Het lied bleef echter alleen bekend in de Shakersgemeenschap totdat totdat Aaron Copland de melodie gebruikte in zijn compositie Appalachian Spring uit 1944. Copeland schreef de muziek voor het gelijknamige ballet van Martha Graham. Copland gebruikte "Simple Gifts" in 1952 voor de tweede keer in de eerste bundel van zijn Old American Songs, oorspronkelijk geschreven voor zang en piano, daarna herwerkt voor bariton (of mezzosopraan) en orkest.
De melodie van Simple Gifts werd gebruikt door de Engelse songwriter Sydney Carter in zijn hymne "Lord of the Dance" uit 1963. De hymne wordt op grote schaal uitgevoerd in religieuze bijeenkomsten van Engelssprekende kerkgemeentes en hun vergaderingen, op school- en volksliedkampen, en zelfs bij doop-, huwelijks- en begrafenisceremonies.
Carters "Lord of the Dance" is op zijn beurt weer gebruikt in de Ierse dansshow Lord of the Dance van Michael Flatley met muziek van Ronan Hardiman, overigens zonder verwijzing naar de originele componisten.

## Tekst
De originele tekst had alleen het refrein:
'Tis the gift to be simple, 'tis the gift to be free

'Tis the gift to come down where we ought to be,

And when we find ourselves in the place just right,

'Twill be in the valley of love and delight.

When true simplicity is gained,

To bow and to bend we shan’t be ashamed,

To turn, turn will be our delight,

Till by turning, turning we come 'round right.
Het gebruik van turn in de laatste twee regels kan opgevat worden als een dansinstructie, om na het dansen van een cirkel weer terug te komen op de startpositie.
"Lord of the Dance" had meerdere coupletten en een refrein op de melodie van "Simple Gifts" als volgt:
Dance, then, wherever you may be,

I am the Lord of the Dance, said he,

And I'll lead you all, where ever you may be,

And I'll lead you all in the Dance, said he.

## Andere interpretaties
- Cellist Yo-Yo Ma nam het op als duet met Alison Krauss, uitgebracht op zijn Classic Yo-Yo uit 2001.
- John P. Zdechlik gebruikt "Simple Gifts" in "Chorale and Shaker Dance", een compositie uit 1972 voor harmonieorkest.
- Frank Ticheli componeerde een variatie op "Simple Gifts", uitgebracht in Simple Gifts: Four Shaker Songs[5]